# Nikájské císařství
Nikájské císařství, oficiálně Římská říše (řecky Βασιλεία Ῥωμαίων, Basileía Rhōmaíōn), byl nástupnický stát existující v letech 1204–1261 na západě Malé Asie a exilové císařství byzantské (římské) říše v Nikáji, kam přesídlil císařský dvůr z Konstantinopole po čtvrté křížové výpravě, která město dobyla.

## Ideologie helénismu
Byzantská říše (oficiálně Římská říše) připravená o své hlavní město je historiky nazývána Nikájským císařstvím, ovšem někteří současníci jí označovali jako Hellas nebo Hellenikon, protože do Nikáje se po pádu Konstantinopole stáhlo řecké obyvatelstvo včetně konstantinopolského císařského dvora, ale již předtím byla obývána převážně Řeky. To přimělo příslušníky byzantské elity včetně Theodora Laskarise pohlížet na říši s novým hlavním městem jinak. Theodoros setřel zbývající rozdíly mezi takzvanými Římany (Romáji) a Řeky tím, že je sjednotil pod novým termínem „Helénové“. Jako „novou Helladu“ ji označil císař Theodoros II. a výraz „Říše Řeků“ (řecky Βασιλεία των Γραικών, Basileía ton Graikon) užíval patriarcha Germanos II. ve své oficiální korespondenci.

## Historie

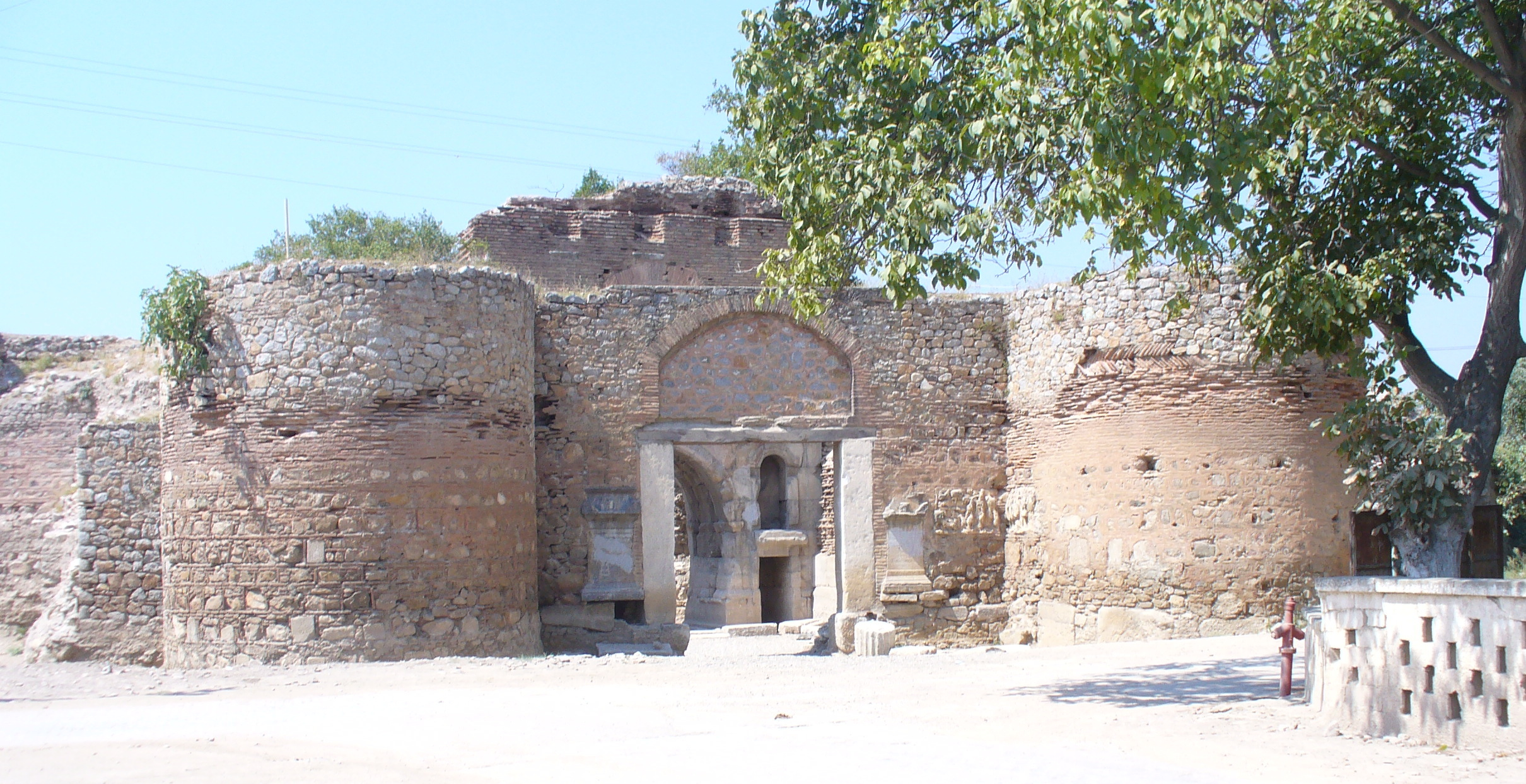
Pozůstatky hradeb Nikáje

Císařství vzniklo poté, co byla Konstantinopol, hlavní město byzantské říše, a s ní i většina evropského území Byzance dobyta v roce 1204 čtvrtou křížovou výpravou. Hlavním městem byla Nikaia, důležité město v Anatolii nedaleko Marmarského moře. Území říše představovalo většinu toho, co Byzanci po 4. křížové výpravě zbylo – evropské území si mezi sebou rozdělili křižáci a většina ostrovů připadla Benátkám, které se na křížové výpravě podílely a které získáním tohoto území získaly velkou moc. Území kolem pobřeží Černého moře se odtrhlo jako Trapezuntské císařství a na západě Řecka se zformoval Epeirský despotát, takže Nikaii zbylo jen území západní Anatolie. Nikaiští císařové toužili obnovit Byzanc a v roce 1261 skutečně císař Michael VIII. Palaiologos z dynastie Palaiologů dobyl nazpět Konstantinopol. Dřívější největší a nejbohatší město Středomoří však bylo nenávratně poškozeno křižáckým rabováním a z velké části vysídleno, kvůli předchozímu exodu Řeků znechucených křižáckou nadvládou, kterou byla byzantská společnost morálně zdevastována. Byzantská říše, která předtím po několik staletí odrážela útoky svých asijských sousedů, byla strašlivě zmrzačena a byla už jen stínem své dřívější moci, slávy a bohatství. Další císařové z rodu Palaiologů neměli prostředky pro obnovu říše a ta tak postupně ztrácela své území ve prospěch Turků, až byla definitivně zničena v roce 1453.

## Seznam císařů

### Laskaridové
- Theodoros I. Laskaris (1204–1222)
- Jan III. Dukas Vatatzés (1222–1254)
- Theodoros II. Laskaris (1254–1258)
- Jan IV. Dukas Laskaris (1258–1261)

### Palailogovci
- Michael VIII. Palaiologos (spoluvládce 1259–1261)